# Rügland
Rügland est une commune de Bavière (Allemagne), située dans l'arrondissement d'Ansbach et le district de Moyenne-Franconie.

## Géographie

Situation de Rügland (en rouge) dans l'arrondissement d'Ansbach

Rügland est située dans le Parc naturel de Frankenhöhe, à la limite avec l'arrondissement de Neustadt an der Aisch-Bad Windsheim, à 17,5 km au nord d'Ansbach, le chef-lieu de l'arrondissement. La commune fait partie de la communauté administrative de Weihenzell.
La commune de Unternbibert a été incorporée à la commune de Rügland.

## Histoire
La première mention écrite du village date de 1137. Il a appartenu pendant plusieurs siècles à la famille von Crailsheim qui y fait construire sa résidence. Le vieux château (datant du XVIe siècle) fut remplacé au XVIIIe siècle par le château actuel.
La seigneurie fut incorporée au royaume de Prusse en 1792, puis à celui de Bavière en 1806.
Rügland a été érigée en commune en 1818.

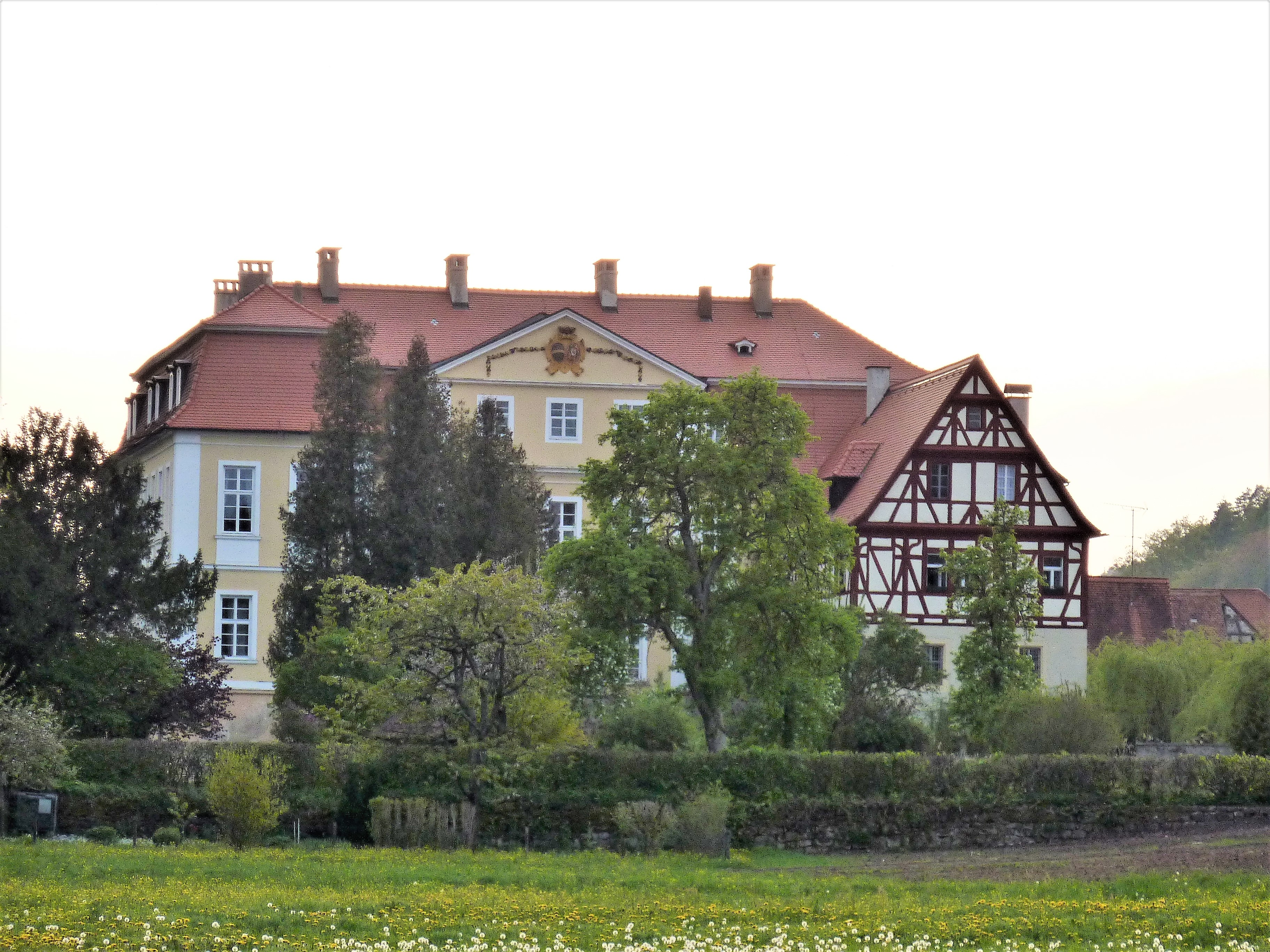
Le château de Rügland

## Démographie
| 1910   | 1933   | 1939   | 1950  | 1961  | 1979  | 2003  | 2009  |
| ------ | ------ | ------ | ----- | ----- | ----- | ----- | ----- |
| 1 034, | 1 021, | 1 006, | 1 287 | 1 027 | 1 125 | 1 189 | 1 273 |